# Eerste Slag bij Springfield
De Eerste Slag bij Springfield vond plaats op 25 oktober 1861 in Green County, Missouri tijdens de Amerikaanse Burgeroorlog. Dit was de enige Noordelijke overwinning in het Zuidwesten van Missouri in 1861. Deze slag staat ook bekend als Zagonyi’s charge.
Nadat generaal-majoor John C. Frémont het bevel op zich had genomen van de Western Department met hoofdkwartier in St. Louis, was er nog maar weinig gebeurd. Om hier verandering in te brengen werkte Frémont het volgende plan uit. Hij wilde de Zuidelijken onder leiding van Sterling Price de staat uit jagen en de oorlog naar Arkansas verplaatsen. Met ongeveer 20.000 soldaten vertrok Frémont op 7 oktober 1861 naar St. Louis. Naast de 5.000 cavaleristen van onder anderen de Prairie Scouts van majoor Frank J. White, bestond de cavalerie uit Frémonts gardetroepen onder leiding van majoor Charles Zagonyi.
Door ziekte van majoor White kreeg Zagonyi het gezamenlijk bevel van de cavalerie. Deze soldaten voerden de verkenningen uit voor de hoofdmacht van Frémonts leger.
Terwijl Frémont Springfield naderde, verzocht de lokale State Guard commandant kolonel Julian Frazier om extra troepen aan dorpen in de omgeving. Frémont sloeg zijn kamp op bij de rivier Pomme de Terre op ongeveer 75 km van Springfield. Zagonyi’s cavalerie rukte echter verder op naar Springfield. De 1000 tot 1500 man sterke eenheid van Frazier bereidde zich voor op een confrontatie. Frazier had een hinderlaag gelegd langs de route van Zagonyi. De hinderlaag werd tijdig opgemerkt. De Noordelijke cavalerie viel de Zuidelijken aan. De Zuidelijken moesten zich terugtrekken. Zagonyi reed de stad binnen, bevrijdde Noordelijke gevangenen en verliet de stad opnieuw tegen de avond. Na enkele dagen arriveerde de hoofdmacht van Frémont en hij richtte een kamp op in de nabijheid van de stad.
Nadat Frémont in november werd ontslagen en werd vervangen door generaal-majoor David Hunter, verlieten de Noordelijken Springfield. Ze trokken zich terug naar Sedalia en Rolla. In de lente van 1862 werd Springfield opnieuw bezet door de Noordelijken. Daarna werd Springfield een Noordelijke uitvalsbasis.

## Bron
- National Park Service - Springfield